# Ferdinand Springer
Pour les articles homonymes, voir Springer.
Ferdinand Springer, né le 1er octobre 1907 à Berlin, installé en France en 1928, mort le 31 décembre 1998 à Grasse, est un peintre graveur appartenant à la nouvelle École de Paris, dont l'œuvre abstraite s'oriente en sa dernière étape vers la libre figuration de paysages réinventés.

## Biographie

### Formation et débuts
Ferdinand Springer naît le 1er octobre 1907 à Berlin d'un père allemand, éditeur scientifique, et d'une mère suisse musicienne). Enfant, il admire des estampes de Piranèse chez sa grand-mère. Après des études secondaires à Potsdam, un premier voyage en Italie et la rencontre de Rainer Maria Rilke à Lucerne, il s'engage à partir de 1926 dans des études d'histoire de l'art à l'université de Zurich, suivant notamment  les cours de Heinrich Wölfflin. Il découvre alors l'abstraction géométrique.
Il se consacre à partir de 1927 à la peinture, travaille d'abord à Milan, où il rencontre Morandi, dans l'atelier du futuriste Carlo Carrà, puis, en 1928, à Paris auprès de Roger Bissière à l'académie Ranson où enseignent également Gino Severini et Moïse Kisling. Il y rencontre Marcelle Behrendt qu'il épouse en 1932. Il réalise simultanément des copies au Louvre et en 1932 apprend la gravure à l'Atelier 17 de Stanley Hayter. Il expose pour la première fois la même année au Salon des Tuileries.

### Installation en France
Il fait en 1935 la rencontre de Wilhem Uhde qui lui achète plusieurs œuvres, confisquées plus tard par la Gestapo, et d'Otto Freundlich. Il présente en 1936 sa première exposition personnelle, expose aux « Surindépendants » avec ses amis Hans Hartung, Victor Brauner, Maria Elena Vieira da Silva. Il illustre de gravures en 1937 Le Banquet de Platon, voyage et expose à New York à la galerie Julien Levy, rencontre Alexander Calder, le galeriste Pierre Matisse, Gala et Salvador Dali sur le paquebot du retour. En 1938 il s'installe à Grasse, le paysage provençal donnant une nouvelle impulsion à son travail).

### Seconde Guerre mondiale
En 1939 Springer, considéré du fait de sa nationalité comme ennemi potentiel de la France, est interné pendant une année, avec notamment Max Ernst, Hans Bellmer et Wols, au camp de la Tuilerie des Milles, près d'Aix-en-Provence, où seront rassemblés des milliers de ressortissants allemands, pour l'essentiel des réfugiés ayant fui le régime nazi (notamment deux prix Nobel ainsi que le fils de Thomas Mann et celui de Karl Liebknecht).
Il est ensuite mobilisé en 1940 comme prestataire (travailleur volontaire) à Forcalquier, où il fait la connaissance de Pierre Seghers. Démobilisé, il retourne à Grasse, où il se lie avec Jean Arp, Sophie Taeuber-Arp, Alberto Magnelli, Sonia Delaunay, le sculpteur François Stahly — on parlera du « Groupe de Grasse »). C'est à cette époque que Springer réalise ses premières œuvres abstraites.
En 1942, en raison des origines juives de sa mère, il fuit en Suisse quelques semaines avant l'occupation allemande de la zone libre. Il y demeure trois années, principalement dans l'Oberland bernois, obtenant le statut d'Allemand réfugié, les autorités helvétiques lui interdisant cependant d'exposer et de vendre ses œuvres. Il visite en 1943 à Berne l'atelier de Paul Klee et réalise une série de gouaches sur papier).

### Après-guerre
En 1945 Ferdinand Springer retourne à Grasse où la plupart de ses œuvres antérieures à 1939 ont disparu. À partir de cette époque il développe un langage abstrait personnel, en marge de l'abstraction lyrique, illustre de gravures Eupalinos de Paul Valéry, édité en 1947 par Gaston Gallimard à qui Raymond Queneau l'a présenté.
Alors qu'il s'établit en 1950 à Paris, de nouvelles gravures pour le Tao-Té-King de Lao-Tseu et pour le Livre tibétain des morts jalonnent une longue période de travail graphique (burin, aquatinte et eau-forte). Springer se tourne à nouveau vers la peinture en 1955 et l'exposition qu'il présente en 1958 est préfacée par Francis Ponge.
Il réalise en 1960 ses premiers « découpages », gravures-reliefs dont les titres se réfèrent aussi bien aux Aborigènes australiens qu'à l'Égypte ancienne, aux civilisations grecque, étrusque ou amérindiennes, en une transposition graphique de l'esprit des objets magiques des cultures traditionnelles . Springer apparaît alors, auprès de Henri-Georges Adam, Pierre Courtin ou Johnny Friedlaender, comme l'un des artisans du renouveau de la gravure moderne.
Tandis qu'il expose régulièrement en Europe (France, Allemagne, Italie, Norvège, Suisse) ou aux États-Unis et que de premières expositions rétrospectives lui sont consacrées à Heidelberg, puis Dortmund, Brême, Grasse, Caen (préface de Bernard Dorival), deux tapisseries sont tissées d'après ses maquettes par l'atelier Plasse Le Caisne.

### Grasse

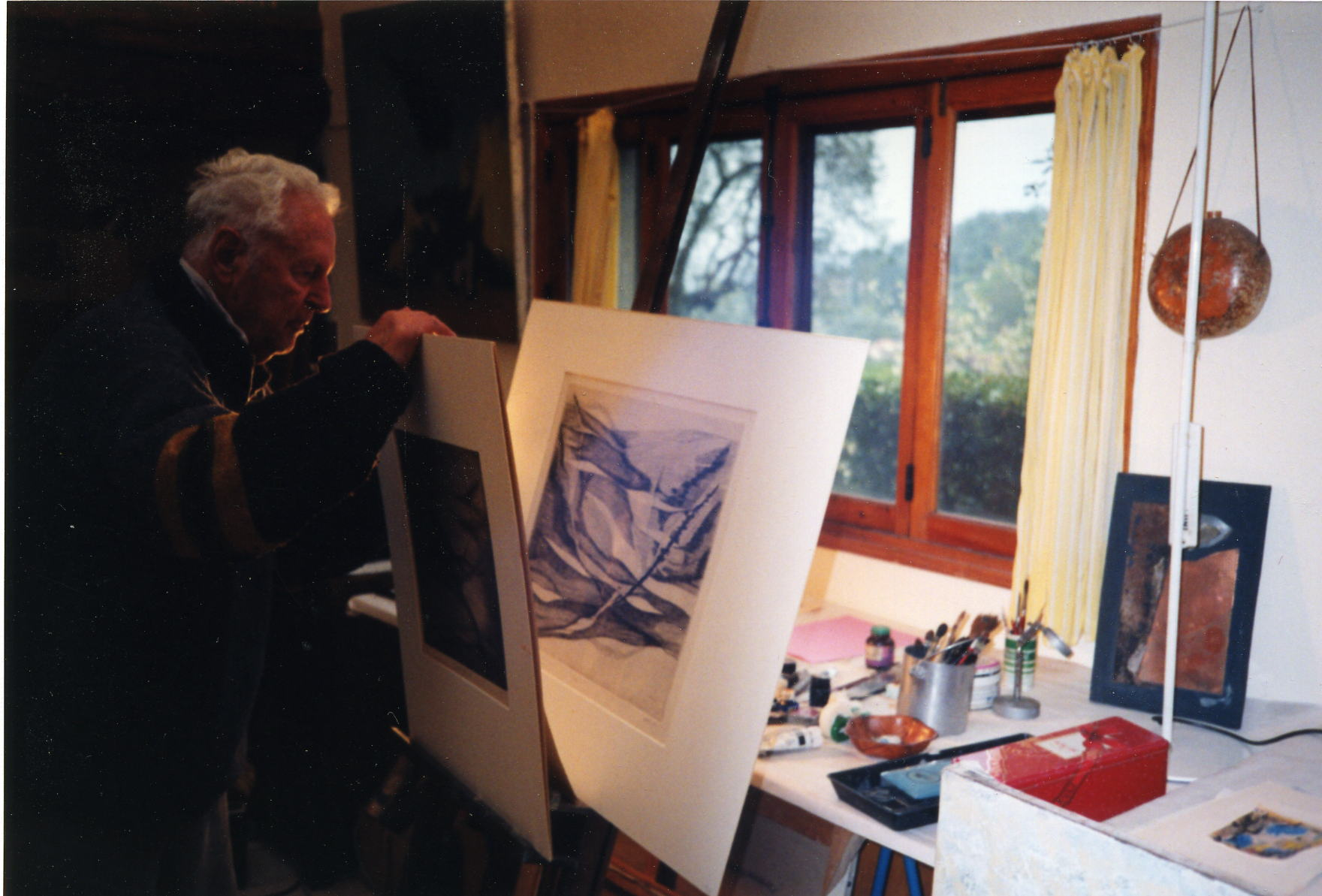
Ferdinand Springer dans son atelier de Grasse en 1998.

Springer s'installe définitivement à Grasse en 1975, continuant à graver et réalisant, à partir de 1980, de grandes aquarelles de « paysages imaginaires » inspirés du haut-pays grassois.
Après une nouvelle série de compositions géométriques abstraites, en 1990, dans lesquelles dominent les formes sphériques et les tons en demi-teintes, sa peinture s'oriente vers une figuration abstraite ou une « abstraction libre » où les lumières et les horizons de paysages réinventés apparaissent constamment présents.
« Mon œuvre n'est pas achevée mais elle est quand même derrière moi. Je crois que je n'ai plus rien à prouver. Je suis en quelque sorte délivré, libre, ce qui me permet de suivre mon désir où qu'il se situe. Mon désir en ce moment, c'est de continuer à développer le thème du paysage imaginaire dans de multiples variations. J'ai l'impression d'opérer une synthèse de toutes les expériences antérieures », dit Springer.
Après une nouvelle exposition rétrospective à la chapelle des Pénitents bleus de La Ciotat en août 1998, Springer meurt à Grasse le 31 décembre de la même année.

## Commentaires
« Le paysage devient alors un support : Springer y récolte des motifs, des formes de la nature qu'il déconstruit puis « re-crée » dans la solitude de l'atelier. Tout aspect descriptif est ici aboli. Les traces de figuration encore visibles dans les aquarelles les plus anciennes ont disparu. Par-delà le paysage, Springer atteint l'essence des choses. Le langage pictural très pur, la réduction des couleurs, sont ceux de ces maîtres japonais qui, avec une ligne, un point, avec le moindre accent, savent suggérer un horizon, une montagne ou le granité d'une roche. »

— Emmanuelle Foster
— Michel-Georges Bernard

## Sélection d'œuvres

### Livres illustrés
- Platon, The Symposium of Socrates (Le Banquet);The Friends of Socrates, London, 1937 (en anglais), 8 gravures originales.
- Zollikofer, Johanna, Gedichte, Winterthour, 1943 (en allemand). 6 dessins.
- Hughes, Richard, Un cyclone à la Jamaïque, traduction de l’anglais par Jean Talva, La guilde du livre, Lausanne, 1945, 9 illustrations pleine page et 20 petits dessins.
- Valéry, Paul, Eupalinos ou l’architecte, Gallimard, Paris, 1947 (en français), 13 gravures originales.
- Platon, Le Mythe de la caverne, traduction de l'abbé Grou, Paris, éditions. Pro-Francia, 1948, 6 burins originaux (BNF 32534452).
- Leskov, Nikolaj, Le Vagabond ensorcelé, La guilde du Livre, Lausanne, 1951, 8 illustrations pleine page et 33 petits dessins.
- Lao Tseu, Tao-te-king, version française d'Évrard de Rouvre, Paris, éditions Pro-Francia, 1952,17 burins en couleurs (BNF 32347742).
- Le Bardo Thödol, Livre des morts tibétain, traduction française de Marguerite La Fuente, introduction de René de Solier, Paris, Les Exemplaires,1957, 12 gravures en couleurs (BNF 33255512).
- Reden und Gleichnisse des Tschuang-tse, éditions de Beauclair, Francfort, 1970 (en allemand), 5 gravures.
- Album Ferdinand Springer, Bild und Widerbild., text von Heinz von Cramer, Herausgegeben von Walter Aue, édition Hake, 1969 (en allemand), 6 gravures.
- Giorgios Seferis, Wir die Wir Auszogen, édition de Beauclair, Frankfurt-am-Main, 1969 (en allemand), 1 gravure.
- Ferdinand Springer, port-folio, Im licht der Oliven, Propyläen, Ullstein-Verlag, 1974, 7 gravures.

Stifter, Adalbert, Uber das Grosse und Kleine, édition Tiessen, Neu-Isenburg, 1977 (en allemand), 3 gravures.
 

### Estampes, gravures
- Estampes conservées par la Bibliothèque nationale de France[11]